# Formicarius nigricapillus
El formicario cabecinegro (en Ecuador) (Formicarius nigricapillus), también denominado gallito hormiguero cabecinegro (en Costa Rica), gallito cabecinegro (en Colombia) o chululú de cabeza negra, es una especie de ave paseriforme perteneciente al género Formicarius en la familia Formicariidae. Es nativo del sureste de América Central y noroeste de América del Sur.

## Distribución y hábitat
Se distribuye desde la pendiente caribeña de Costa Rica, por Panamá, hasta el litoral del Pacífico de Colombia y Ecuador.
Es bastante común en el suelo o cerca, de selvas húmedas de tierras bajas y estribaciones montañosas, principalmente hasta los 900 m de altitud.

## Sistemática

### Descripción original
La especie F. nigricapillus fue descrita por primera vez por el ornitólogo estadounidense Robert Ridgway en 1893 bajo el mismo nombre científico; localidad tipo «Buena Vista, Costa Rica».

### Subespecies
Según la clasificación del Congreso Ornitológico Internacional (IOC) (Versión 7.1, 2017) y Clements Checklist v.2016,  se reconocen 2 subespecies, con su correspondiente distribución geográfica:
- Formicarius nigricapillus nigricapillus Ridgway, 1893 – pendiente caribeña de Costa Rica y ambas pendientes de Panamá (hacia el este hasta el oeste de San Blas).
- Formicarius nigricapillus destructus Hartert, 1898 – litoral del Pacífico de Colombia y Ecuador.